# بازوچ-له-بره
بازوچ-له-بره (به فرانسوی: Bazoches-lès-Bray) یک کمون (فرانسه) در فرانسه است که در سن-ا-مارن واقع شده‌است. بازوچ-له-بره ۲۲٫۶۸ کیلومتر مربع مساحت دارد.